# Man Motempel
De Man Motempel van Tung Wah Group of Hospitals is een taoïstische tempel in Hongkong die de God of Literatuur en de God van de krijgskunst eert. "Man" uit de naam Man Motempel staat voor Man Tai (文帝)/Man Cheong (文昌) en "Mo" uit de naam Man Motempel staat voor Mo Tai (武帝), een van de vele namen van Kwan Yu(關羽)
De tempel komt voor in de computerspel Shenmue II.
De tempel aan de Hollywood Road in Sheung Wan is gebouwd in 1847 en wordt sinds 1908 beheerd door Tung Wah Group of Hospitals. Heden behoort het tot Grade I historic buildings en is daarom beschermd tegen sloop.
De Man Motempel is dagelijks van acht uur 's ochtends tot zes uur 's avonds geopend.